# Hörnefors
Hörnefors är en tätort i Umeå kommun i Västerbottens län, belägen vid den nedre delen av Hörnån cirka 25 kilometer söder om Umeå. Orten tillkom genom att Hörnefors bruk anlades 1775 inom den gamla Hörne by. Under större delen av 1900-talet präglades orten av sin sulfitfabrik som anlades av Mo och Domsjö AB 1906 och efter 1961 drevs av NCB. Fabriken lades ned 1982 och idag sker omfattande pendling från Hörnefors till bland annat Umeå, som ligger 25 kilometer norr om Hörnefors.

## Historia

### Etymologi
Ortnamnet skrevs 1494 Hörne (från 'horn' syftande på Hörnåns vindlingar). Namnet Hörnefors tillkom när ett järnbruk anlades i byn 1775. Bruket fanns kvar till 1902. I fastighetsregistret heter det dock Hörneå, även omfattande den gamla byn Bäcken.

### Hörne by

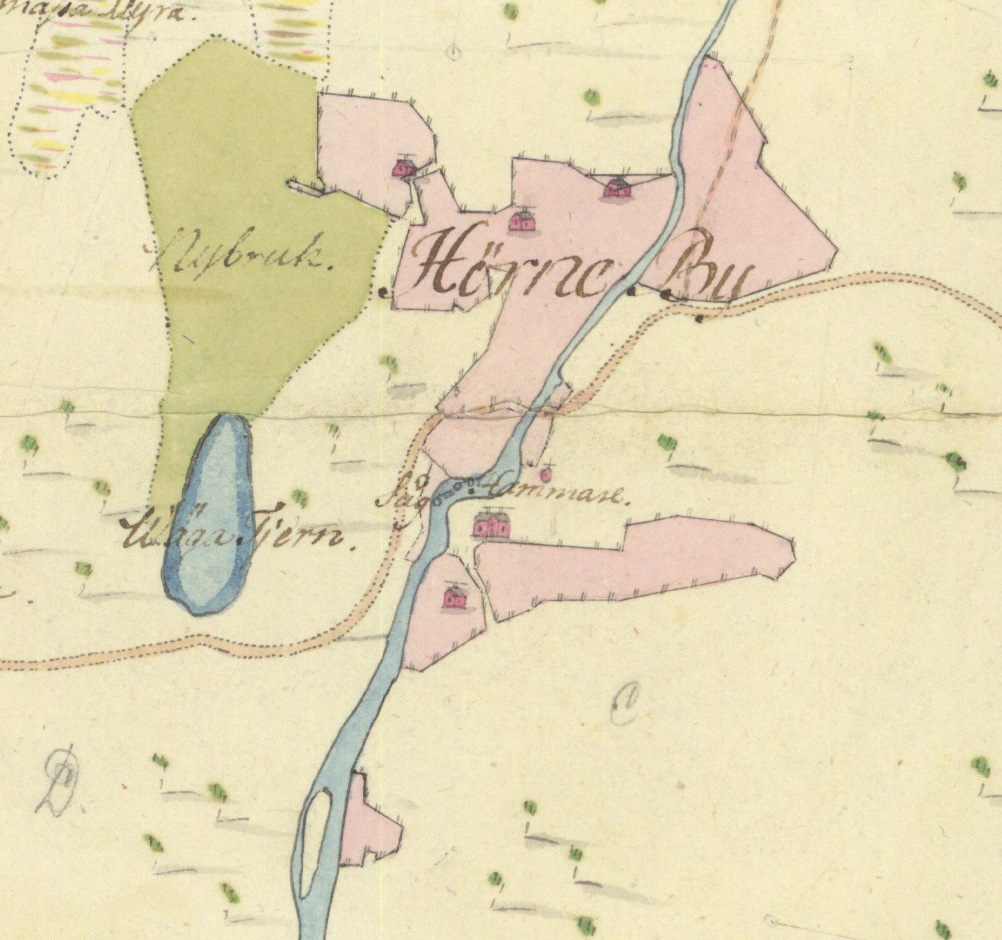
Utsnitt ur en karta över Hörne by från 1784. Vattendraget är Hörnån. De bondgårdar som ursprungligen utgjorde Hörne by ligger idag norr om E4, medan tätorten Hörnefors ligger söder därom och har växt upp kring järnbruket, som ses öster om ån, söder om kustlandsvägen. Inom bruksområdet syns även Hörnefors brukskyrka.

Byn Hörne omtalas tidigast i Håknäsbrevet från 1494, där en av de omnämnda tolvmännen från Umeå var Esbjörn från denna by. I början av 1800-talet konstaterade prästen Pehr Stenberg i sin Umebeskrivning att Hörne by bestod av 2 17/128 mantal men att bara två bönder hade små hemmansdelar av detta, eftersom det mesta innehades av Hörnefors bruks ägare och nyttjades av dess smeder och dagsverkare.

### Hörnefors bruk
Hörne byamän hade ett grovbladigt sågverk i en av de nedre forsarna i Hörnån. År 1774 ingick intressenter från Umeå ett avtal med byamännen om att få köpa platsen för att där anlägga ett järnbruk. Privilegium för en räckhammare för smide av stångjärn samt två knipphamrar för smide av mindre dimensioner beviljades av bergskollegium i februari 1775. Ämnesjärnet hämtades från Mellansverige. År 1788 utvidgades verksamheten med en stångjärnshammare och en masugn, och kort därefter anlades även ett finbladigt sågverk vid bruket. År 1790 blev firman Åberg & Grahn ägare till bruket, och nu anlades Hörnefors brukskyrka. År 1809 plundrades och eldhärjades bruket i samband med slaget vid Hörnefors (se nedan). Efter växlande konjunkturer gick Åberg & Grahn i konkurs 1833. Efter ägarbyte anlades 1858 ett stångjärnsvalsverk och tre lancashirehärdar tre kilometer uppströms den befintliga anläggningen, vid den plats som ännu kallas för Övre bruket eller Hammartorp. År 1860 tillkom en masugn vid  det ursprungliga Nedre bruket för egen tillverkning av tackjärn. År 1865 bildades Hörnefors AB, tillverkningen av tackjärn ökades samtidigt som en vällugn, ett valsverk och ett finvalsverk uppfördes. Manufakturtillverkningen återupptogs och ett gjuteri tillkom. Verksamheten blev ändå inte lönsam, och 1868 gick Hörnefors AB i konkurs. Konkursboet såldes och ett nytt bolag, Hörneå AB, bildades 1869. Verksamheten kunde fortsätta, men lönsamheten blev allt sämre under slutet av 1800-talet. Masugnen nedlades 1889, stångjärnsverket 1894, vällugnen och valsverket 1898 samt manufakturverket 1902. Endast vattensågen förblev i drift, med lastageplats på Hamnskär.

### Slaget vid Hörnefors
Under Finska kriget stod den 5 juli 1809 slaget vid Hörnefors mellan ryska och svenska trupper. Striden slutade med att svenskarna retirerade. En av de mest bemärkta svensk-finska officerarna, överstelöjtnant Joachim Zachris Duncker, stupade i striden, liksom de ryska kosackernas chef Aerekoff. År 1874 restes ett monument i Hörnefors över J.Z. Duncker med inskriften "Att dö för vårt land är att leva för vår ära".

### Sulfitfabriken

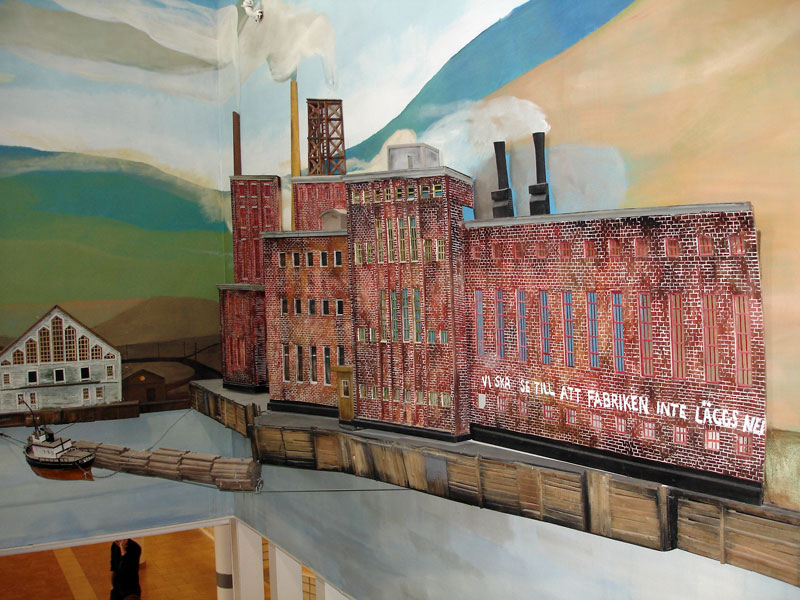
Hörneforsfabriken avbildad av Anders Åberg som en del av offentlig utsmyckning på Skogshögskolan i Umeå. Skulpturen gjordes 1979, när fabrikens framtid var omdiskuterad.

Mo och Domsjö AB, som i slutet av 1800-talet anlagt ett sågverk på Norrbyskär strax söder om Hörnefors, köpte 1903 Hörneå AB för att få tillgång till brukets skogsinnehav. Bolagets enda kvarvarande industri, vattensågen, nedlades redan efter ett år. Samtidigt påbörjades arbetat för att bygga en sulfitfabrik som togs i drift 1906 med till en början tre kokare. Många av dem som fick anställning vid fabriken hörde till de bofasta gamla smedsläkterna. Merparten var dock nykomlingar som fick flytta in i hastigt uppförda, stora arbetarkaserner i anslutning till fabriken. Samtidigt byggdes skolhus och en ny kyrka. Bebyggelsen blev med tiden mer ordnad (se nedan). Sulfitfabriken blev den helt dominerande arbetsgivaren i Hörnefors under större delen av 1900-talet.
År 1961 sålde Mo och Domsjö AB fabriken till NCB. Den lades ned den 4 februari 1982 då den sista massabalen kördes fram i pappsalen. Hur nedläggningen gick till skildras i boken "Ingen grå massa" av Roland Samuelsson. Efter nedläggningen har lokalerna byggts om och anpassats i kommunal regi och har fungerat som företagshotell med namnet Hörnefors Företagscentrum.

### Administrativ historik

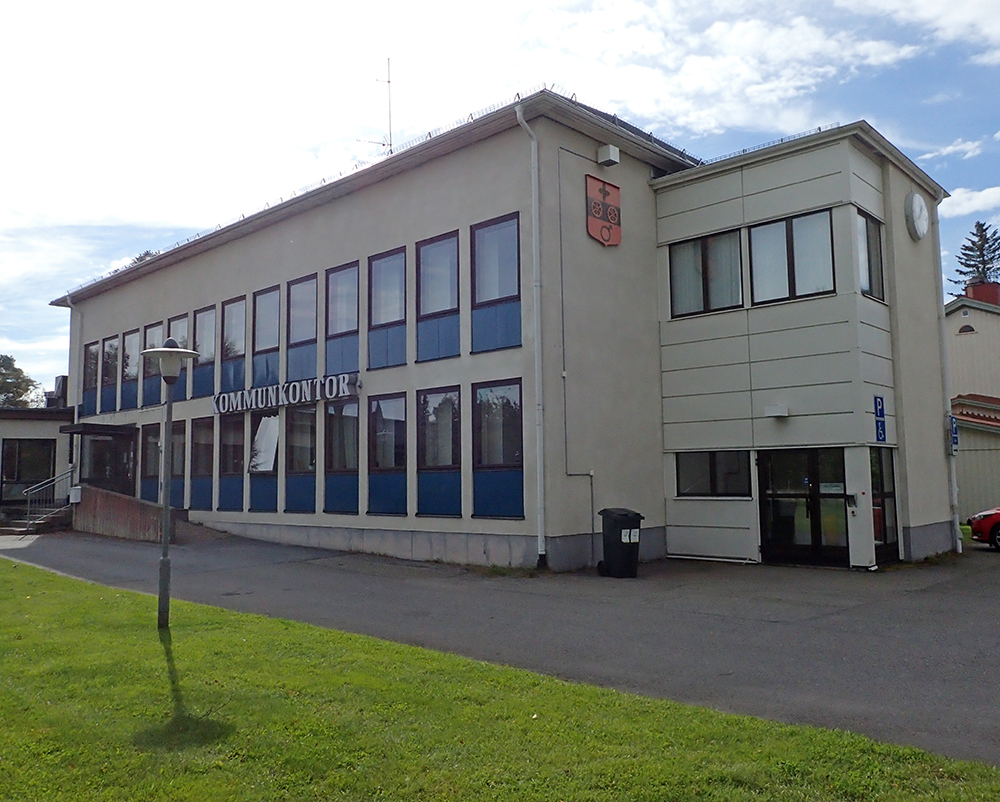
Hörnefors kommunkontor, ritat av arkitekterna Axel Grönwall och Ernst Hirsch 1955 och invigt i december 1957.

Hörnefors har sedan medeltiden hört till Umeå socken och efter kommunreformen 1862 ingick orten i Umeå landskommun. 1914 bildades Hörnefors landskommun genom en utbrytning vari orten kom att ligga och för orten inrättades 16 maj 1941 Hörnefors municipalsamhälle som sedan upplöstes 31 december 1957. Municipalsamhället omfattade dock aldrig bebyggelsen på Ögern och Hamnskär, som förblev bolagets område. Hörnefors ingår sedan 1974 i Umeå kommun.

### Befolkningsutveckling
| Befolkningsutvecklingen i Hörnefors 1960–2020                               | Befolkningsutvecklingen i Hörnefors 1960–2020 | Befolkningsutvecklingen i Hörnefors 1960–2020 | Befolkningsutvecklingen i Hörnefors 1960–2020 | Befolkningsutvecklingen i Hörnefors 1960–2020 |
| --------------------------------------------------------------------------- | --------------------------------------------- | --------------------------------------------- | --------------------------------------------- | --------------------------------------------- |
|                                                                             |                                               |                                               |                                               |                                               |
| År                                                                          |                                               |                                               | Folkmängd                                     | Areal (ha)                                    |
| 1960                                                                        | 1960                                          |                                               | 2 078                                         |                                               |
| 1965                                                                        | 1965                                          |                                               | 2 067                                         |                                               |
| 1970                                                                        | 1970                                          |                                               | 2 260                                         |                                               |
| 1975                                                                        | 1975                                          |                                               | 2 441                                         |                                               |
| 1980                                                                        | 1980                                          |                                               | 2 457                                         |                                               |
| 1990                                                                        | 1990                                          |                                               | 2 467                                         | 273                                           |
| 1995                                                                        | 1995                                          |                                               | 2 585                                         | 274                                           |
| 2000                                                                        | 2000                                          |                                               | 2 573                                         | 274                                           |
| 2005                                                                        | 2005                                          |                                               | 2 573                                         | 274                                           |
| 2010                                                                        | 2010                                          |                                               | 2 542                                         | 272                                           |
| 2015                                                                        | 2015                                          |                                               | 2 514                                         | 236                                           |
| 2020                                                                        | 2020                                          |                                               | 2 607                                         | 287                                           |
| Anm.: Småorten Hamnskär utbruten 2015 och återgått 2020, åter utbruten 2023 |                                               |                                               |                                               |                                               |

## Bebyggelse

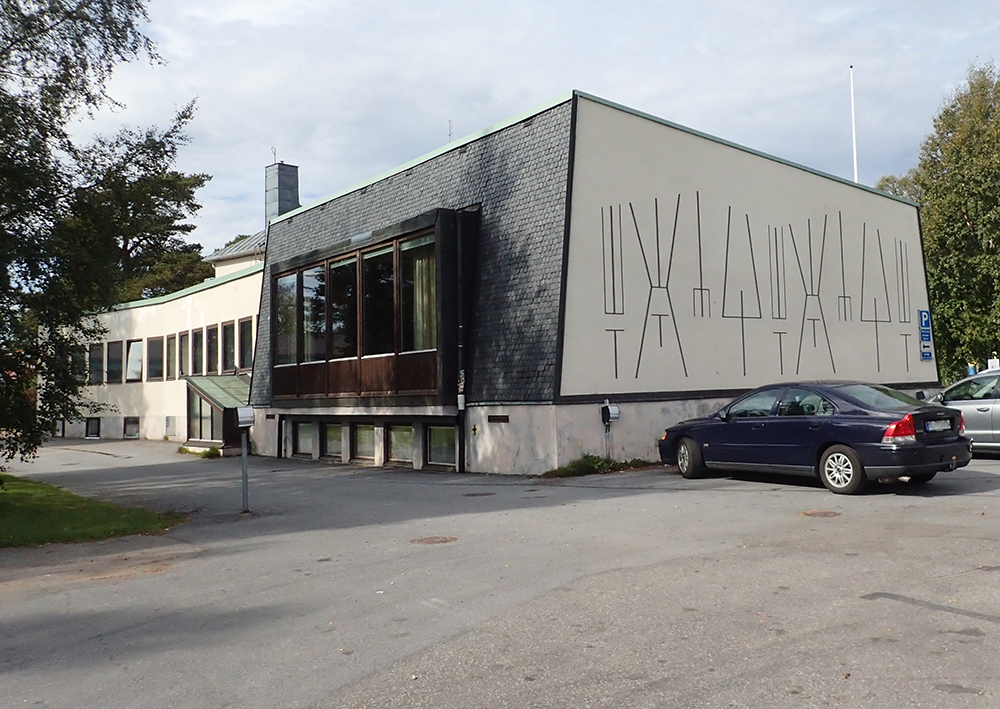
Kommunkontoret i Hörnefors, sett från sydost.

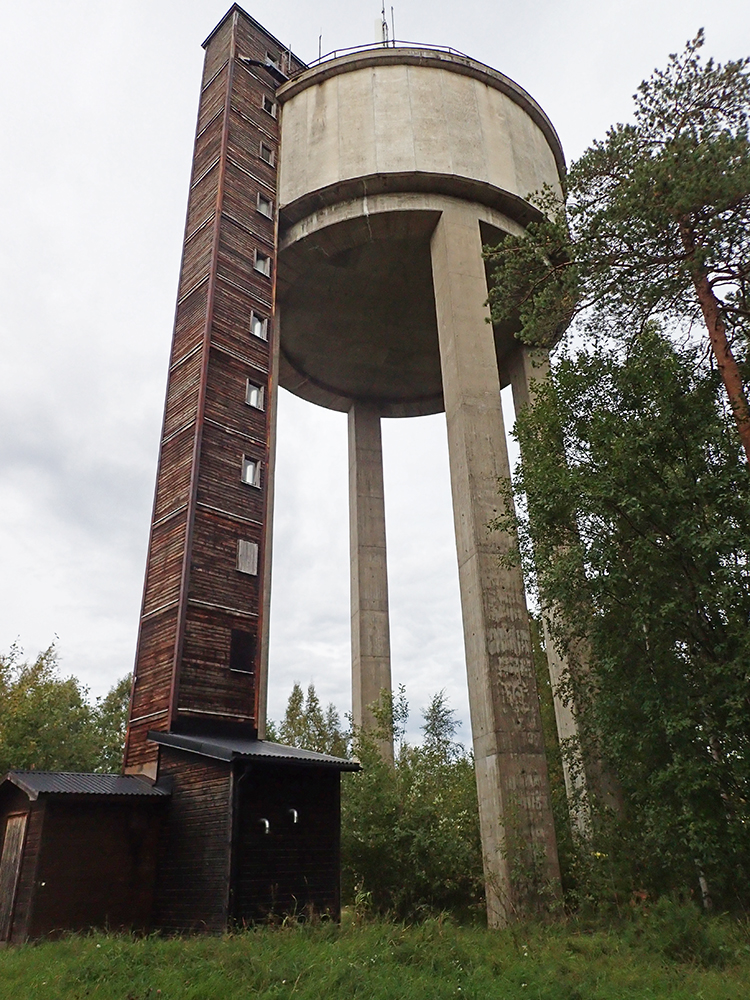
Vattentornet i Hörnefors.

Bebyggelsen kring Hörnefors bruk blev inte lika strikt planerad som på många andra bruksorter utan växte fram längs den gamla byvägen på östra sidan om Hörnån. Längst i norr låg brukskyrkan medan herrgården, med kontor, ladugård och bagarstuga, låg i höjd med stångjärnshammaren nedanför Bruksdammen. Däremellan låg prästgården och ytterligare några gårdar. Den del av Hörnefors som ligger norr om Botniabanan kallas fortfarande för Bruket.
Sedan Mo och Domsjö AB anlagt sulfitfabriken på Hamnskär 1906 tillväxte befolkningen kraftigt och bebyggelsen växte. Samtidigt som fabriken uppfördes enkla arbetarbostäder längs en rak bruksgata (Hamnskärsgatan) omedelbart söder om fabriksområdet. Dessa byggdes om till högre standard på 1920-talet och har i stort sett behållit sin särart sedan dess. Öster om bruksgatan uppfördes en inspektorsbostad som omgavs av en park. Även inspektorsbostaden finns kvar. Öster om detta område, vid Bergsvägen, byggdes på 1930-talet några lamellhus för arbetare samt tjänstemannabostäder. En ny kyrka anlades nära Hörnåns utlopp. Den gamla bruksherrgården flyttades på 1930-talet och blev inspektorsbostad för skogsförvaltningen.
Från och med 1920-talet fick arbetarna i ökande utsträckning möjlighet att bygga egnahem. Bolaget upplät mark för ändamålet och lät lantmätaren Nils Rasmusson upprätta en rutnätsplan kring en stjärnplats 1923–1926. Det blev stadsdelen Västermalm, en gles trädgårdsstad med villor men också några flerfamiljshus. Mo och Domsjö AB uppförde också en serie putsade flerfamiljshus på Ögern, norr om Hamnskär.
Sedan merparten av Hörnefors blivit municipalsamhälle 1941 upprättades 1944–1945 en stadsplan av länsarkitekt Karl Sörensen. Kommunalhus och badhus placerades söder om korsningen Bruksgatan/Kungsvägen, i närheten av den redan befintliga kyrkan och skolan. Norr om vägkorsningen växte ett affärscentrum fram, medan parker anlades längs Hörnån. Nu började också Östermalm bebyggas, huvudsakligen med egnahem, en utveckling som fortsatte under 1960- och 1970-talen.
Kommunfullmäktige satsade under 1950-talet stora pengar på byggnationer. Ett stort skolkomplex stod färdigt 1954. År 1955 beslöt man att uppföra ett nytt kommunkontor. Det ritades av arkitekterna Axel Grönwall och Ernst Hirsch, började byggas i slutet av 1956 och invigdes i december 1957.

## Personer från orten

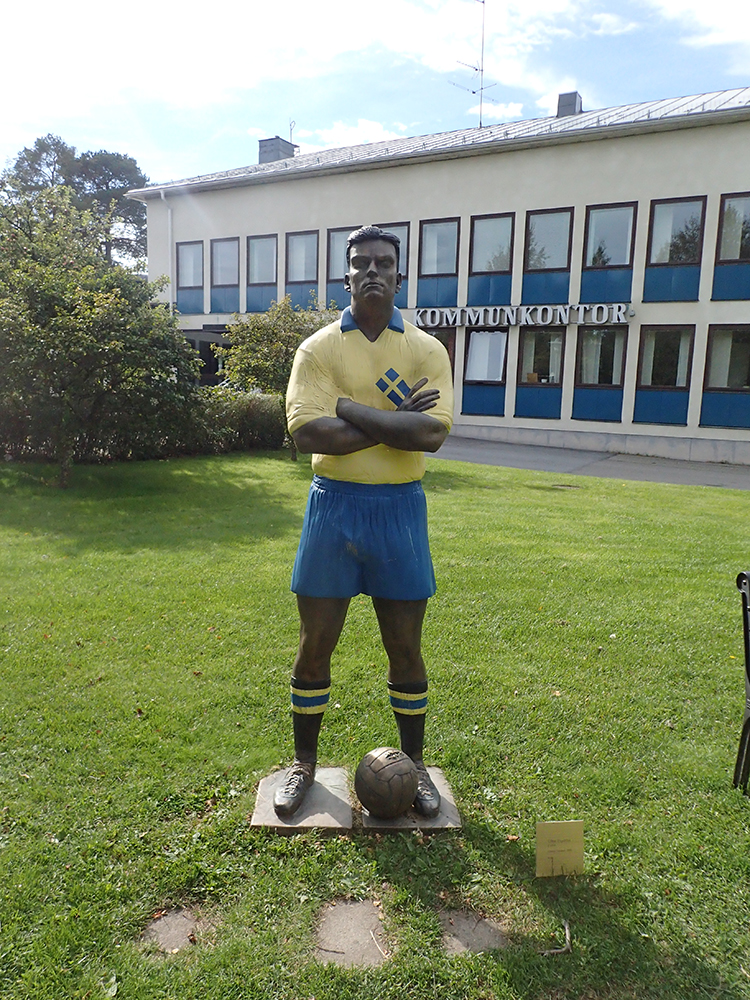
Staty av Gunnar Nordahl, utförd av Urban Engström 2000 och placerad utanför gamla kommunhuset i Hörnefors.

Hörnefors är känt bland annat för en trio fotbollsspelare, som blev guldmedaljörer vid Olympiska sommarspelen 1948 i London, nämligen bröderna Gunnar Nordahl (senare Sveriges första professionella fotbollsspelare och en av de tre spelarna i det berömda Gre-No-Li), Knut Nordahl och Bertil Nordahl. Andra kända personer från orten är Anita Gradin, tidigare minister och EU-kommissionär, Bert Åke Varg, skådespelare, och Niklas Källner, journalist och programledare. Även dansbandet Max Fenders kommer från Hörnefors. Friidrottaren Odain Rose är uppvuxen i Hörnefors.